# عزاء أبيض
عزاء أبيض أو ليلة وأد بغداد هي الرواية الوحيدة التي ألفتها مراسلة قناة الجزيرة وقناة العربية الشهيرة أطوار بهجت في عام 2004 إلا أنها لم تنشر إلا بعد وفاتها كما أنها نشرت ناقصة حيث اغتيلت الكاتبة أثناء تغطيتها لتفجير مرقد الإمام العسكري قبل إنجازها.
تتأثر الكاتبة أسلوباً ورواية بشكل كبير بالكاتبة الجزائرية الشهيرة أحلام مستغانمي كما أنها لا تنكر هذا التأثر في مقدمة الرواية عندما تقتبس العديد من الفقرات من رواية ذاكرة الجسد.
قدم للرواية زميل الكاتبة جواد حطاب والذي رأى بعض النقاد أنه يمثل أحد شخوص الرواية المهمين بالإضافة إلى مراسل الجزيرة طارق أيوب
وقد شبه الناقد جواد حطاب الكاتبة بـ جان دارك العراقية لأن روايتها كانت تهدف في المقام الأول لتوحيد صفوف العراقيين في وجه الاحتلال الأمريكي للعراق.